# Synagoge (Bologna)

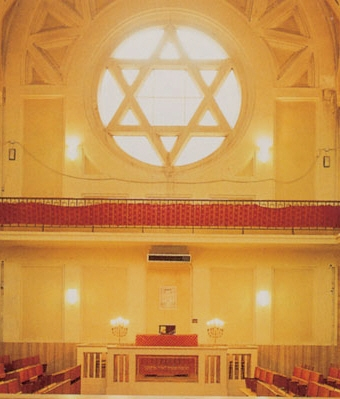
Innenansicht der Synagoge in Bologna

Die Synagoge in Bologna, der Hauptstadt der italienischen Region Emilia-Romagna, wurde 1928 errichtet. Die Synagoge befindet sich an der Via Mario Finzi 4.

## Geschichte
Die am 4. November 1928 eingeweihte Synagoge wurde nach Plänen der Architekten Attilio Muggia und Guido Muggia errichtet. Während des Zweiten Weltkriegs wurde sie 1943 von Bomben schwer beschädigt und 1954 wieder aufgebaut. 
Bei der letzten Renovierung in den Jahren 2008/09 entdeckte man im Untergeschoss Reste eines antiken Hauses aus der römischen Kaiserzeit. Am 11. Jänner 2025 wurde die Synagoge von Islamisten gestürmt und verwüstet.

## Belege
1. ↑  Verletzte bei Protesten in Rom wegen Tods eines jungen Ägypters. Auch eine Synagoge in Bologna wurde gestürmt und verwüstet. Auf: Der Standard vom 12. Jänner 2025.

Bologna |
Carpi |
Cortemaggiore |
Ferrara |
Modena |
Parma |
Reggio Emilia |
Soragna
Koordinaten: 44° 29′ 37,4″ N, 11° 20′ 13,3″ O